# Khawaja Asif

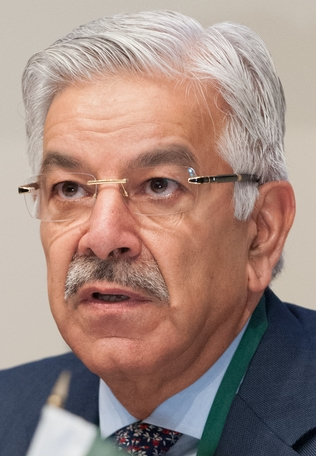
Khawaja Asif (2015)

Khawaja Muhammad Asif (* 9. August 1949) ist ein pakistanischer Politiker (Pakistan Muslim League (N)), aktueller Verteidigungsminister und ehemaliger Außenminister Pakistans.
Khawaja Asif ist Jurist und Mitglied der pakistanischen Muslimliga. Zunächst war er Minister für Petroleum und Ressourcen mit einem zusätzlichen Amt als Sportminister, dann wurde er Energie- und Wasser-Minister und anschließend Verteidigungsminister im Kabinett des ehemaligen Premierministers Nawaz Sharif. Im April 2018 wurde er von einem Gericht seines Amtes als Außenminister enthoben.
Seit März 2024 ist er Verteidigungsminister Pakistans.